# Раковая Ряса
Раковая Ряса — река в России, протекает по Липецкой области. Устье реки находится в 24 км от устья Становой Рясы по правому берегу. Длина реки составляет 21 км, площадь водосборного бассейна — 234 км².

## Данные водного реестра
По данным государственного водного реестра России относится к Донскому бассейновому округу, водохозяйственный участок реки — Воронеж от истока до города Липецк, без реки Матыра, речной подбассейн реки — бассейны притоков Дона до впадения Хопра. Речной бассейн реки — Дон (российская часть бассейна).
Код объекта в государственном водном реестре — 05010100512107000002702.